# 若松酒造
若松酒造株式会社（わかまつしゅぞう）は、日本の酒類醸造会社。焼酎などの製造・販売を行っている。1719年（享保4年）創業、1953年法人改組。
本社及び工場は鹿児島県いちき串木野市湊町にある。

## 概要
屋号は『湊の酒屋』（みなとのさかや）。日本の焼酎醸造業としては最古の酒類製造営業免許を保有している。酒税法が施行されたばかりの1875年（明治8年）10月21日付で、大日本帝国政府発行大13876号の酒類製造免許鑑札を取得した。
鹿児島県日置郡市来町（現：いちき串木野市）は、かつては貿易・漁業の町として栄え、古くから芋焼酎の製造が盛んで、旧市来町中心部の「湊町」（みなとまち）地区は多くの蔵元が軒を連ねていた。しかし、時代の変化と同時に古くから存在していた蔵元が休廃業する中で、当社も存続の危機に直面したが、当社と同じいちき串木野市に本社を置く濵田酒造が全面支援を受ける形となり、人材・設備・営業などで協力することになった。
当社の芋焼酎は、古くから伝わる「甕壺」（かめつぼ）で仕込んだ「薩摩一」（さつまいち）や「わか松」（わかまつ）などの銘柄を有している。

## 銘柄
芋焼酎
- 薩摩一 - 2008年・2009年モンドセレクション最高金賞2年連続受賞
- 薩摩主義
- わか松 - 2010年モンドセレクション金賞受賞
- 黒わか松
- 吾唯足知 (ワレタダタルヲシル)

麦焼酎
- 琥珀蔵人
- うまか麦
- 鬼ごろしむぎ
- これできまり大
- よか気分大

米焼酎
- 白銀

そば焼酎
- 鬼ごろしそば
- そば丸

ほか

## 本社・工場・事業所
- 鹿児島本社・工場(若松蔵)： 鹿児島県いちき串木野市湊町1-182
- 東京本社： 東京都中央区日本橋人形町2-13-9ダヴィンチ人形町7F
- 関西支店： 大阪府大阪市中央区平野町1-8-13平野町八千代ビル7F
- 九州支店： 福岡県福岡市博多区博多駅東1-12-5博多大島ビル９Ｆ